# Bi Bi Monajemeh Nishaburi

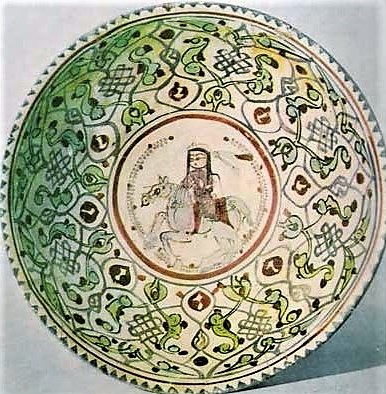

Bi Bi Monajemeh Nishaburi (Nishapur, 1203 – Iran, 1280) è stata una matematica e astronoma iraniana; viene considerata una matematica di livello internazionale per la sua epoca.

## Biografia
Suo padre, Kamal ad-Din Semnani, era a capo del gruppo Shafi‘i e lavorava come astronomo nel regno di Muhammad II del Khwarezm. Sua madre era nipote di Mohammad ebn-Yahya, famoso legale nella provincia di Khorasan: nella loro casa erano usuali incontri tra filosofi e studenti. Monajemeh apprese astronomia dal padre e ebbe l'opportunità di apprendere anche la matematica fin dalla più tenera età, arrivando a diventare una scienziata tipica del tempo.
Monajemeh divenne nota per la sua conoscenza e capacità in astronomia, ottenendo l'opportunità di lavorare come astronoma e consulente regale. Sposò Majd ad-Din Mohammad, che lavorava nell'ufficio del re (Jala ad-Din Mingburnu) e con cui visse per anni alla corte prima di emigrare a Damasco. Ebbero un figlio, Amir Naser ad-Din Hossein (detto Naser ad-Din); lui fu a capo dei comandanti alla fine della dinastia selgiuchide. Fu anche uno storico, scrivendo il testo "الاوامور العلانیه فی الامور العلانیه" che tratta principalmente della storia di Seljug dall'anno 1209 al 1300.

## Carriera
Monajemeh, nota al tempo per le sue conoscenze, lavorò come astronoma, matematica e consulente per i re Jala ad-Din Mingburnu e Kayqubad I. A quel tempo i re credevano fermamente nell'applicazione dell'astronomia e della matematica nelle tattiche strategiche delle battaglie, e a lei venne chiesto aiuto nel calcolo delle tattiche e nel disegno dei piani.
Lei fu presente in svariate battaglie contro i Mongoli pianificando strategie; lavorò per Jala ad-Din Mingburnu fino al 1247, quando lui fu sconfitto e ucciso dai Mongoli. Lei quindi emigrò a Damascus, dove il re della dinastia Seljugy, Kayqubad I, aveva sentito parlare delle sue conoscenze in calcolo e astronomia e la invitò quindi alla sua corte. Kayqubad I dette il suo benvenuto a Monajemeh e le chiese di lavorare per lui: lei ebbe quindi successo nella battaglia della dinastia Seljuq sul Levante e la sua posizione in corte venne promossa con onore.